# 벌거벗은 태양 (영화)
"벌거벗은 태양"(The Naked Sun)은 한국에서 제작된 임원식 감독의 1970년 영화이다. 김지미 등이 주연으로 출연하였고 세기상사 등이 제작에 참여하였다.

## 출연

### 주연
- 김지미
- 윤양하
- 허장강
- 오수미

### 조연
- 윤인자
- 박암
- 전숙
- 최성란
- 유하나
- 성진아
- 지방열
- 이예성
- 유일주
- 조덕성
- 금사랑

## 기타
- 총지휘: 국채완
- 제작상무: 임병호
- 조명: 김윤덕
- 스틸: 조광소
- 스크립터: 고병식
- 음향: 최형래
- 사운드: 한양녹음실
- 미술: 송백규
- 소품: 김성순
- 현상: 칠광현상소